# 二人比丘尼
『二人比丘尼』（ににんびくに）とは、仮名草子の作品のひとつ。鈴木正三の作、寛永10年（1633年）ごろ成立。

## あらすじ
下野国の住人須田弥兵衛は、戦に出て二十五歳で討死した。弥兵衛の妻（十七歳）はその一周忌に夫の菩提を弔うもなお悲しみは癒えず、夫が討死した場所を訪ねようと家を出てさ迷い歩く。そうするうちに日が暮れてきたので、近くに見えた小さな家に宿を乞い泊めてもらった。その家の女に、妻はおのれの身の上を全て打ちあけた。女は、弥兵衛が討死したという戦場はこの近くであると教える。夜が明けると弥兵衛の妻は宿を立ち、戦の跡に向かった。
弥兵衛の妻は戦の跡と思しき野原に至ったが、そこは秋風の吹く寂しい場所で日も暮れてきた。近くにある草堂のまわりをよく見れば、多くの古い五輪塔（墓石）が立っている。妻は草堂の中で夜もすがら経文を唱え、暁のころに堂を出てあたりを見ていると、大勢の骸骨たちが現れた。骸骨たちは妻に言葉をかけ、色身は地水火風の仮物に過ぎないと歌う…と思ったらそれは夢であった。妻は骸骨の教えに感涙し、堂の本尊を拝んだ。
その堂から離れ、とある家の前を通りかかると、その家の主である女が妻に声をかけた。妻が身の上をその女に話すと、女は次のように語った。自分はもと都の者で、幼いころ人買いに買われ東国の果てに連れていかれそうになったが、この家に住んでいた尼が不憫に思い、ここに置いてくれた。尼には息子が一人おりその息子と自分は夫婦となり、三人で仲良く暮らしていたが尼は亡くなり、夫もその後亡くなって一人寂しい思いをしていたと。そして弥兵衛の妻に、このままここに逗留してください、やがて二人一緒に出家を遂げましょうというので、妻はそのままその家に、女とともに暮らすことにした。
だが女は病を得て亡くなってしまう。妻は女の死を悲しみ、近隣の者と相談し女のなきがらを野辺に送ると、女の家に住み続けた。里人たちは不人情にも女を入れた棺を埋葬せず、野辺にそのまま置きっぱなしにした。妻は四十九日のあいだに女のなきがらが腐乱し白骨四散する有様を見て、ただ何事も夢であると悟り、或る山寺に行って尼となった。妻を剃髪し戒を授けた僧は、真に仏道を志す人は寺に居ようとはしない、今どき寺にいる者でそんなものを持ち合わせている者はいないからだと尼（弥兵衛妻）に話す。
その後、尼（妻）は諸国を行脚し神仏に詣でた。ある時山中を通り過ぎると、腰の曲がった八十ばかりの老婆に出会う。その老婆の話から、この山奥に七十ばかりの尼が住んでいると知り、山に分け入ると小さな庵があった。
尼（妻）は庵に住む老尼に会い、人が生きる意味やこの世の悲しみ、苦しみからどうすれば逃れられるかなどについて問い、老尼はそれに答える。そうした問答を重ねた末、心と仏と衆生は同じであり、夢に見た骸骨も自分に教えを垂れた仏の化身だったのだと尼（妻）は悟り、老尼を師として朝夕仕えたのち、大往生を遂げたのだった。

## 解説
本作の作者鈴木正三（1579 – 1655年）は徳川家康、秀忠の二代に仕え、関ヶ原の戦いや大坂の陣に出て武功を上げた三河武士であった。しかし仏の道に傾倒し42歳で出家、各地で寺を起し布教活動に努めた。著作では仮名で記した説話集なども残しており、この『二人比丘尼』もそうした仮名で記したもののひとつである。
二十五歳で討死したという下野国の須田弥兵衛については、当時モデルとなる人物がいたのか、または全くの創作上の人物なのかは不明である。ちなみに文禄4年（1595年）のころ下野国の茂木城には、佐竹氏より城を任された須田美濃守治則という武将がいた。
若い女が恋しい夫の死んだ後、各所を遍歴し、「ただ何事も夢なり」と世の無常を感じて出家する。『薄雪物語』などのように、恋人や妻を失った悲しみに堪えず出家遁世に至る物語は他にもあるが、本作は骸骨の登場、死体の腐乱し白骨四散する様子、出家後の老尼との問答といった場面を加えている。形の上では御伽草子の系列に含まれるとされている。
『二人比丘尼』は話の内容から、以下の三つに大きく分けることができる。
① 須田弥兵衛の妻が夫の死を悲しんで旅立ち、戦場の跡に至って夢で骸骨たちに出会う事。
② そののち妻はある家の女と暮らすことになるが女は亡くなり、その女のなきがらが腐乱四散する有様を見て尼となる事。
③ そして尼（妻）は諸国を行脚する中で山奥に住む老尼に会い、仏道に関する問答を重ね、その末に悟りを得て老尼に仕え往生を遂げる事。
本作の内容は正三独自の創作というわけではなく、もとになったものがあるとすでに指摘されている。①は南北朝時代の成立といわれている『幻中草打画』、②は蘇東坡の作といわれる『九相詩』、③はこれも『幻中草打画』に構想を得たものである。これらに須田弥兵衛の妻という若い女を話の芯に据えることで、話をまとめている。本文には弥兵衛妻などの詠んだ和歌を交える。
①は一休宗純の作とされる『一休骸骨』から、③はこれも一休作とされる『一休二人比丘尼』から想を得たものと言われてきたが、『幻中草打画』の本文冒頭が本作の冒頭と酷似し、また『幻中草打画』の後半がやはり旅の尼僧と庵に住む老尼との問答になっており文章にも似た部分があるなど、正三の『二人比丘尼』は直接には、この『幻中草打画』をもとにしているとの指摘がある。
本作の成立は『石平道人行業記』によれば寛永10年前後、正三の弟子恵中著の『驢鞍橋』には「二人比丘尼は悲母の為也」とあることから、本作はもとは正三が自分の母のために書いたものである。正三の死後に正三の『二人比丘尼』が刊行されるようになるが、『二人比丘尼』という題名は当初からのものではなく刊行の際につけられたものであり、『二人比丘尼』の刊行は「二人比丘尼は」とある『驢鞍橋』が刊行された万治3年（1660年）以前の事であると田中伸は述べている。ただし刊行されるにあたり、正三が書いた原作からは大きく内容が改められているという（後述）。

## 本文について
正三著の『二人比丘尼』の本文は「写本系」と「刊本系」の二つの系統が伝わる。
写本系の本文には東京芸術大学大学美術館所蔵の『須田弥兵衛妻出家絵詞』と、静嘉堂文庫所蔵の『須田弥兵衛妻物語』がある。『須田弥兵衛妻出家絵詞』は上記①の冒頭から弥兵衛妻が旅立つまでの部分が無く、②の途中までしかない残欠の絵巻物で、『須田弥兵衛妻物語』は完本として残る写本であり、これら両本は本文に異同はあるが同系統とされる。『須田弥兵衛妻物語』は本文の間に、「ゑ（絵）有　出家の仏事する所」、「ゑ有　女たびだちたる所」などとあり、『須田弥兵衛妻物語』の原本には絵があったと考えられる。
刊本系には14系統、21種の版本が伝わっており、現在刊記のあるものとして一番古いのは、寛文4年（1664年）刊行の山本九左衛門版であるが、それ以前のものと見られる無刊記の版本が3種知られる。
この二つの系統にはそれぞれ本文に大きな相違があり、それは主に②と③の部分であるが、特に③の尼（弥兵衛妻）と老尼との問答から巻末にかけての部分は、改作といってもよいほどの激しい相違を見せている。『須田弥兵衛妻物語』の巻末は以下のように終わる。
しかし刊本系の本文では、老尼からの教えを受け修行を重ねるも、なお迷いの晴れぬ尼（妻）がさらに老尼に教えを乞おうとすると、老尼は尼（妻）の胸倉を取って「汝は何者ぞ何者ぞ」と責めまた「無し無し無し」などと言って突き倒す。それを数度繰り返したのちに尼（妻）は手を打ち笑って悟りを開く、という展開になっている。尼（妻）が大往生を遂げた後についても、「その跡に堂を立て、末の世に至るまで、貴賤群集の参詣あり。めでたしといふも愚かなり」とあって筆を止めている。
田中伸は本文の比較から、『須田弥兵衛妻物語』の内容こそが『二人比丘尼』の原型でもとは絵巻物の詞書として作られたものであり、本文に上で見られるような大きな改変をしたのは、正三の弟子である恵中と雲歩の二人であろうと推測している。